# ウィリアム・ビリングズリー

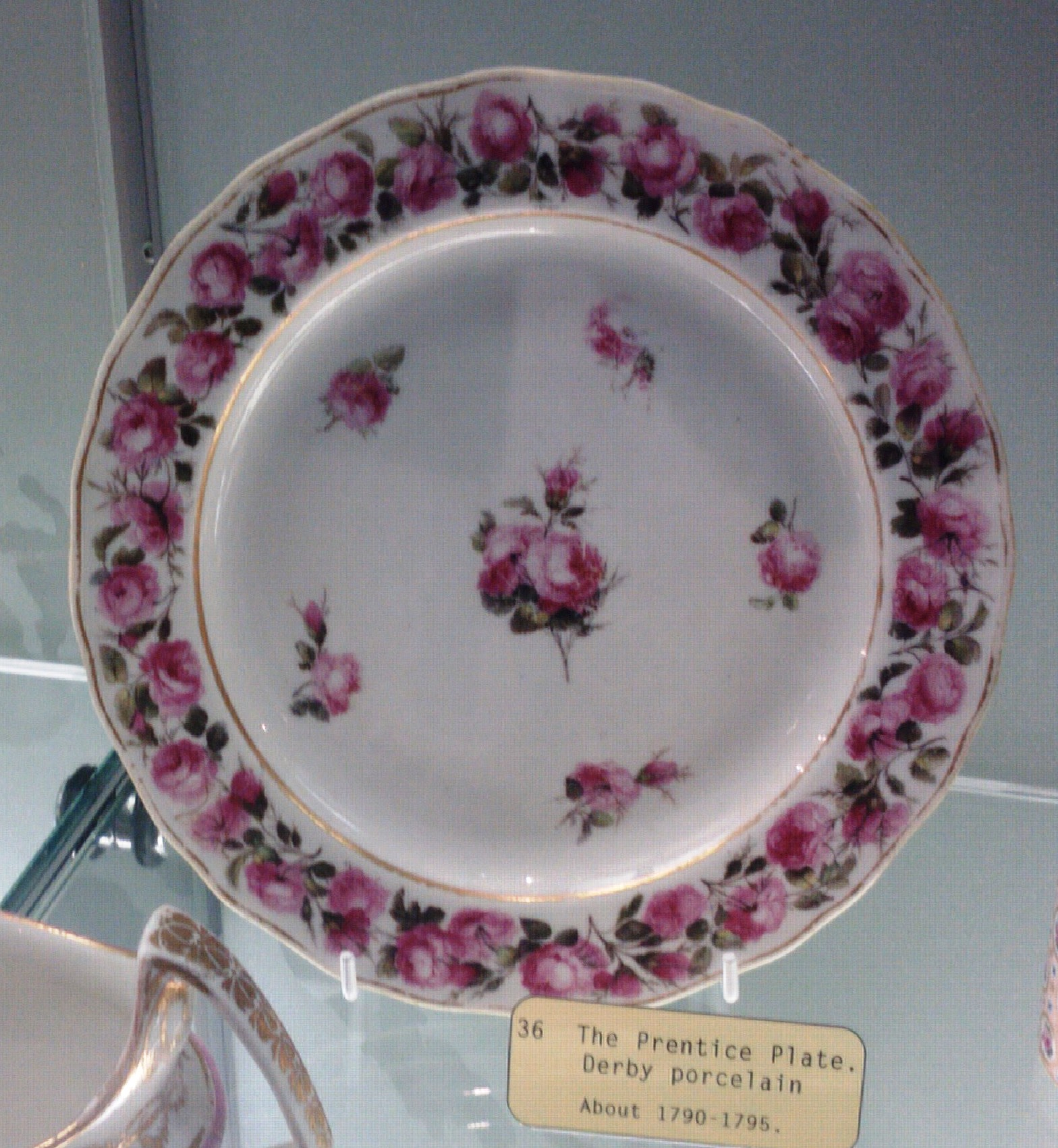
ビリングズリー作の習作用見本皿

ウィリアム・ビリングズリー（英: William Billingsley、1758年 - 1828年）はイングランド出身の絵付師。ピンクストン磁器の製作、ナントガル製陶所の運営に関わった。

## 生涯
ビリングズリーは1758年にダービーで生まれた。彼はウィリアム・ドゥーズベリが持つロイヤルクラウンダービーの磁器工房に弟子入りし、そこでの修行によって傑出した絵付師となった。ビリングズリーは花の描写に独特の手法を開発し、それは例えば筆で絵の具を乗せた後、乾いた筆でその絵の具を拭い去るというものだった。彼は特に、上質な習作用見本皿のバラの縁取り製作に関わっていた。この皿は、身につけるべき技術水準を職人見習いたちに示すため、ダービーの複数の工房で使われていた。皿の名前の「The Prentice Plate」は、「Apprentice Plate」（実習用の皿）を短縮したものである。
1796年にビリングズリーは、その技量を惜しみ引き止める周囲の声を振り切り、ダービーを離れる決心をした。彼は様々な磁器工房を、頻繁に転々としながら働いていたようである。彼はまずダービーシャーの小さな村であるピンクストンへ行き、そこに1801年まで留まってジョン・コークと共にピンクストン磁器を製作した。工房そのものは1812年まで続いたが、その製品は殆ど残されていない。彼はさらにマンスフィールドへ移り、次いでリンカンシャーのトークシーへ移り、そこで初めて陶芸家のサミュエル・ウォーカーに出会ったと考えられている。1812年に彼らはウスターに移り、ウォーカーはビリングズリーの娘サラと結婚した。ウスターに定住する前、1807年にビリングズリーはカンブリアン製陶所、スウォンジ, グラモーガンシャーなど複数の製陶所に雇用を求めていた。

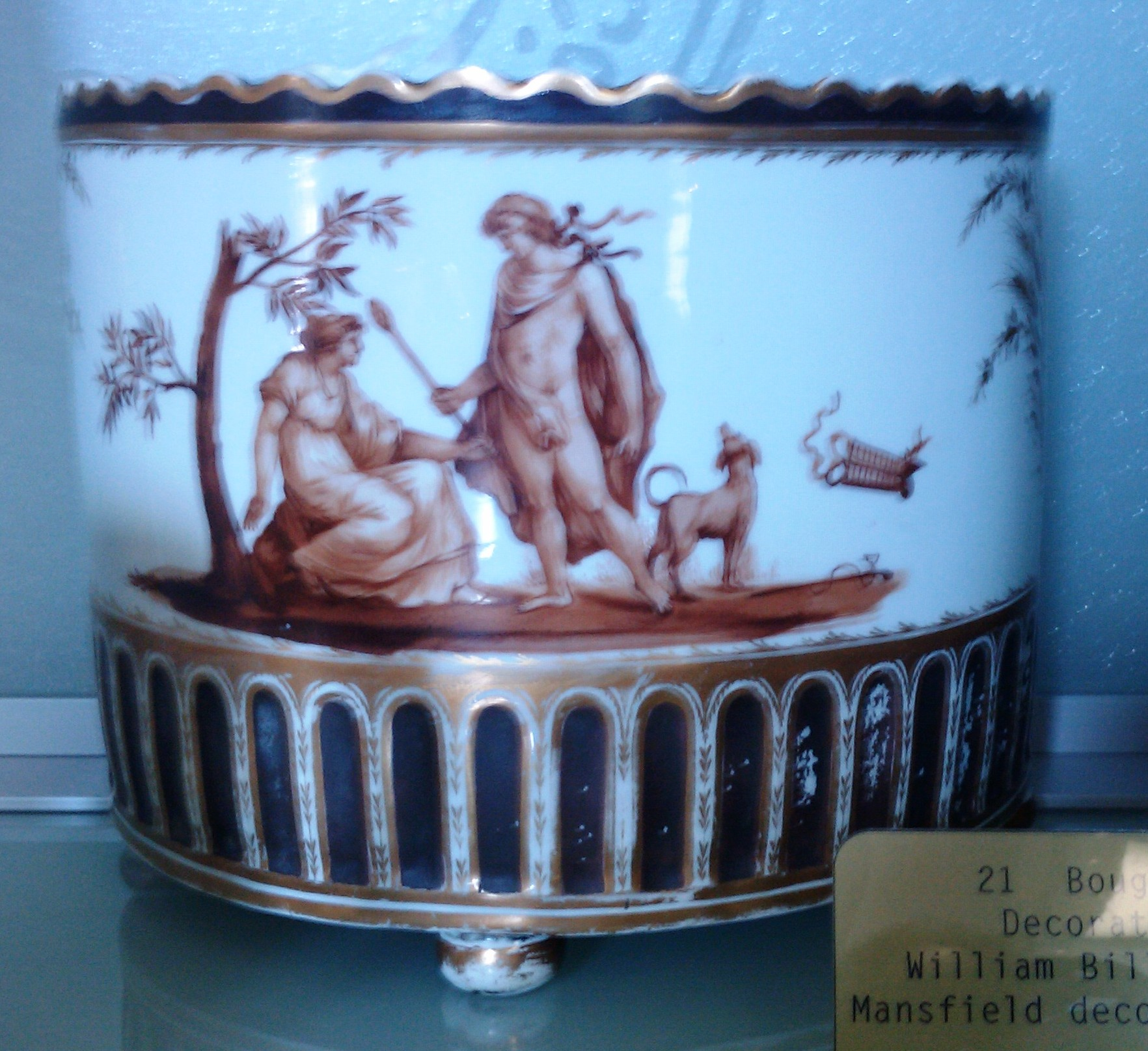
ウィリアム・ビリングズリー - マンスフィールド - 1799年-1802年

ビリングズリーは1808年にロイヤルウースターで仕事を始め、そこで彼は工房の磁器のレシピ改良に関わった。フライト・バー・アンド・バーが経営するロイヤルウースターにいる間、ビリングズリーは磁器レシピを口外しないという契約を結んだが、それは彼自身による製作を妨げるものではなかった。1813年、ビリングズリーは磁器のレシピ、生涯かけて工房で身に付けた経験、娘のレビーニャとサラ、義理の息子のサミュエル・ウォーカー、全てと共にウェールズ・グラモーガンシャーのナントガルに移り住み、そこでナントガル製陶所を開いた。
ナントガル製陶所は1813年11月に開かれた。その際、グラモーガンシャー運河の東側、タフ・バレーのカーディフから北へ8マイル（13キロメートル弱）の位置にあるナントガル・ハウスをビリングズリーとウォーカーは購入し、その建物を小さな磁器工房に作り変えるべく、敷地内に窯と付属設備を作った。
ビリングズリーとウォーカーは、1814年1月時点で製品開発用に総計250ポンドの蓄えがあり、またクエーカー教徒の実業家ウィリアム・ウェストン・ヤングが彼らの事業の主な共同出資者になっていた。ビリングズリーがヤングと知り合ったのは、共通の友人を介して、また1807年に職を探している最中訪ねたスウォンジのカンブリアン製陶所の陶器装飾家トーマス・パードウを介してのものだったと考えられる。ヤングはグラモーガンシャーを測量士として渡り歩いた経験から、ビリングズリーがまだロイヤルウースターにいた頃からナントガルの立地の良さを彼に勧めていたのかもしれない。
工房は完成したものの、ビリングズリーとウォーカーのレシピもしくは製作工程の理解に何らかの欠陥があり、焼成の時に 9 割が破損してしまった。やがて 3 人の資金は底を突き、彼らは貿易・植民委員会へ出向いて、有名なセーヴル磁器工房にフランス政府が補助金を与えている事を引き合いに出し、500 ポンドの援助を申し入れた。これは断られたものの、委員会のメンバーの一人であり磁器愛好家のジョセフ・バンク卿が、友人であるスウォンジのカンブリアン製陶所の陶芸家ルイス・ウェストン・ディリンに視察を勧めた。
ディリンは視察に赴き、工房の失敗作の多さを目にしたが、残った完成品の高い品質に非常に感銘を受けたため、ビリングズリーとウォーカーにカンブリアン製陶所を使ってレシピと製作工程の改善を行なうよう申し出た。カンブリアン製陶所に磁器製作のための別棟が建てられ、ウォーカーとビリングズリーは1814年末までそこで主に活動した。レシピは変更・改善されたが、依然失敗が多かったためディリンは援助を取り止めてしまい、1817年に二人はナントガルへ帰った。ヤングはナントガルの製陶所に再投資し、加えて資金の足しにするべく、コウブリッジ・フリー・スクールで美術教師となった。ビリングズリーとウォーカーは相変わらず焼成の失敗を続け、とうとう1820年4月のある日、ヤングがブリストルへ出かけている間に、二人はコールポートへ遁走してしまった。彼らが去った後には、製陶所の借地契約と、未装飾のまま様々な製作段階で放り出された製品数千個が残された。
ビリングズリーは1828年に没するまでコールポート製陶所で働いた。ウォーカーと妻のサラはのちアメリカ合衆国へ移民し、ニューヨーク州ウェスト・トロイでテンペランス・ヒル製陶所を開いた。
ビリングズリーの磁器製品は、ダービー博物館・美術館の磁器コレクションで中核をなすものの一つである。